# Patrick Johnson (Schauspieler)
 Patrick Johnson (* 19. Februar 1993 in Orlando, Florida) ist ein US-amerikanischer Schauspieler.

## Leben
Patrick Johnson wurde als fünftes von sechs Kindern der Eheleute Rick und Alanna Johnson geboren. Er hat vier Brüder und eine Schwester. Seit seinem zwölften Lebensjahr arbeitet er. Ein langgehegter Traum von ihm war es, Schauspieler zu werden. Durch die Hilfe von Freunden unterzeichnete er in Nashville seinen ersten Vertrag mit einem Agenten.
Er trat nach der Unterzeichnung seines Vertrages in verschiedenen Werbespots, Musikvideos und Kurzfilmen auf. Zu seinen Auftritten im Fernsehen gehören Rollen in Girls Club 2 – Vorsicht bissig! und Caitlin – Mein Geist der Weihnacht. Von 2011 bis 2013 war er in Dr. Dani Santino – Spiel des Lebens als Seriensohn von Callie Thorne in der Rolle des Ray Santino Jr. zu sehen.

## Filmografie (Auswahl)
- 2007: Master (Kurzfilm)
- 2010: Caitlin – Mein Geist der Weihnacht (Christmas Cupid)
- 2011: Girls Club 2 – Vorsicht bissig! (Mean Girls 2, Fernsehfilm)
- 2011–2013: Dr. Dani Santino – Spiel des Lebens (Necessary Roughness, Fernsehserie, 25 Episoden)
- 2014: Endless Love
- 2014: Sabotage
- 2014: Project Almanac
- 2016: Maximum Ride